# Josef Rudolf Winkler
Josef Rudolf Winkler (13. března 1930, Praha, Československo – 19. února 1993, Praha) byl český zoolog – entomolog, koleopterolog a akarolog, muzejní pracovník a publicista.

## Životopis

### Vzdělání
Po skončení základní školní docházky studoval na gymnáziu v Praze. Po maturitě nastoupil na Přírodovědeckou fakultu Univerzity Karlovy v Praze. Zde byl žákem Júlia Komárka a Jana Obenbergera.

### Entomologické aktivity
Na katedře systematické zoologie se zaobíral studiem mikrofauny lesních půd. Po skončení studií se začal zaobírat hlavně akarologií a entomologií. V rámci akarologie se zaobíral především půdními roztoči (Oribatei a Trombidiformes). Ve své entomologické práci se věnoval zejména řádu brouků, z nich pak čeledi Cleridae v rámci jejího celosvětového rozšíření a čeledí Lycidae v rámci palearktické zoogeografické oblasti. Pro začínající entomology a sběratele napsal příručku: Sbíráme hmyz a zakládáme entomologickou sbírku, která měla vícero vydání a používali ji entomologové v celém Československu. Byl také autorem mnoha dalších významných entomologických prací. Jeho sbírka brouků (Coleoptera), hlavně z čeledí Cleridae a Lycidae se dnes nachází v Moravském muzeu v Brně.